# Byrsonima hypargyrea
Byrsonima hypargyrea là một loài thực vật có hoa trong họ Malpighiaceae. Loài này được Planch. ex Linden mô tả khoa học đầu tiên năm 1853.